# Lepidolutzia bombycina
Lepidolutzia bombycina är en fjärilsart som beskrevs av Perty 1833. Lepidolutzia bombycina ingår i släktet Lepidolutzia och familjen björnspinnare. Inga underarter finns listade i Catalogue of Life.